# Воронихин, Николай Алексеевич
 Никола́й Алексе́евич Ворони́хин  (29 мая (10 июня) 1842, Санкт-Петербург, Российская империя — 19 (31) августа 1896, Гатчина, Санкт-Петербургская губерния, Российская империя) — потомственный дворянин, действительный статский советник; доктор медицины, старший врач Елизаветинской больницы для малолетних детей; один из основоположников санкт-петербургской и российской школ врачей-педиатров.

## Биография
Родился поздним ребёнком в семье модельмейстера Императорского фарфорового завода Алексея Ильича Воронихина (1788—1846) и его жены Анны Егоровны, урождённой Бабиной.
Алексей Ильич Воронихин воспитывался в семье своего знаменитого дяди — архитектора Андрея Никифоровича Воронихина, что оказало влияние на выбор им своей профессии. Он умер, когда сыну было всего 4 года. Поскольку семья преимущественно проживала в Гатчине, его вдова Анна Егоровна отдала мальчика в Гатчинский Николаевский сиротский институт для детей из дворянских семей, где тот и получил среднее образование.
С окончанием Сиротского института в 1860 году Н. А. Воронихин поступил в Санкт-Петербургскую Императорскую медико-хирургическую академию. Он учился в те годы, когда педиатрической кафедры в академии ещё не существовало, однако в 1865 году при акушерской клинике были образованы первые 12 детских коек, а адъюнкт-профессор кафедры акушерства и гинекологии Василий Маркович Флоринский начал чтение короткого курса лекций по детским болезням.
В том же году в звании лекаря Н. А. Воронихин окончил академию и сразу включился в борьбу со свирепствовавшей тогда в Петербурге эпидемией холеры. Одновременно он начал практиковать в качестве детского врача и подготовил свой первый перевод на русский язык монографии немецкого педиатра И. Гетца «Попечение и уход за здоровыми и больными детьми во время первого периода жизни», который увидел свет в 1867 году.
Это был тот год, когда в Медико-хирургической академии Н. А. Воронихин успешно защитил диссертацию «О разнице в действии хлористого натрия и хлористого калия на усвоение металлического железа организмом и на выделение его из организма» и был утверждён в учёном звании доктора медицины. Работу по этой теме он проводил под руководством профессора Иосифа Викентьевича Забелина на кафедре фармакологии Медико-хирургической академии. Интерес к диссертации оказался столь велик, что она была переведена на французский язык и издана во Франции.
Вскоре «для научного совершенствования» Николай Алексеевич был направлен за границу, где два года стажировался в клиниках Германии и Австрии.
Вернувшись в 1869 году в Петербург, Н. А. Воронихин в течение года работал в Воспитательном доме, затем ещё чуть больше года в Детской больнице принца Петра Ольденбургского. В 1872 году Николай Алексеевич был принят на должность старшего ординатора Елизаветинской больницы для малолетних детей, в которой оставался до 1892 года. В течение двадцати лет Н. А. Воронихин был одним из ближайших помощников главного врача больницы, выдающегося педиатра Владимира Николаевича фон Рейтца. Одновременно, в течение многих лет вместе с В. Н. Рейтцем он консультировал больных детей в Максимилиановской лечебнице для приходящих больных, а также выполнял обязанности врача 2-й классической прогимназии. Несколькими годами позже, помимо перечисленных обязанностей, Николай Алексеевич возглавил Нарвскую школу женского патриотического общества.
Оставив в связи с болезнью Елизаветинскую детскую больницу, в 1893 году Н. А. Воронихин занял штатную должность в канцелярии Медицинского совета Российской Империи, где заведовал делопроизводством.
Последний год жизни Николай Алексеевич тяжело болел. Он скончался в своём загородном доме в Гатчине 19 августа 1896 года и был похоронен на Гатчинском городском кладбище. Могила одного из первых петербургских педиатров не сохранилась.

## Семья
- Жена: Анна Семёновна, ур. Анненкова (1853 — 16.01.1897[8]).
- Дочь: Мария Немилова (13.02.1889, Санкт-Петербург — 16.04.1967, Хельсинки) — художник по фарфору. Проживала в Финляндии[9];
- Сын: Николай Воронихин (5.07.1882, Гатчина — 18.03.1956, Ленинград) — ботаник-миколог, фитопатолог и альголог;
- Сын: Сергей Воронихин.

## Адреса в Петербурге
- Н. А. Воронихин с семьей проживал в доходном доме по адресу: Кабинетская ул., д. 2.
- В Гатчине у Николая Алексеевича был загородный дом, адрес которого установить не удалось.

## Вклад в педиатрию
- После столь примечательной заявки в виде диссертационного исследования, Н. А. Воронихин так и не стал крупным учёным-медиком. Главный врач Елизаветинской больницы для малолетних детей В. Н. Рейтц видел в нём, прежде всего, неординарного клинициста, которому можно было получить пациента с любой патологией. Очень быстро Николай Алексеевич оказался в числе наиболее популярных педиатров Петербурга.
- В 70- годы XIX века впервые в России по проекту Н. А. Воронихина аптека в центре Петербурга на углу Казанской и Гороховой улиц в доме № 26/27 была переоборудована её владельцем Егором Фёдоровичем Фридландером[10] специально для продажи предметов ухода и лекарств для детей. В 1883 году устройство этой аптеки было подробно описано в статье Иозефа Микаэла Гетца «Руководство для употребления детской аптеки д-ра Н. А. Воронихина».
- Свою миссию Н. А. Воронихин видел в распространении медицинских знаний. Целая серия его публикаций как собственных, так и переводов иностранных авторов адресована родителям и посвящена вопросам ухода за здоровым и больным ребёнком, вскармливанию, методам и приемам домашнего лечения.
- Совместно с доктором Львом Бернгардовичем Бертенсоном им было опубликовано первое отечественное руководство по бальнеотерапии и грязелечению, которое претерпело несколько переизданий. В книге представлена классификация различных минеральных источников России и Европы, химический состав и физиологическое действие вод и грязей, а также показания к их применению. Руководство стало популярным как среди врачей, так и населения.
- В течение многих лет Н. А. Воронихин входил в состав редакции (в 1874 и 1875 гг. был главным редактором) одного из самых популярных среди практикующих врачей периодического издания — «Календарь для врачей».

## Некоторые научные труды
- Воронихин Н. А. О разнице в действии хлористого натрия и хлористого калия на усвоение металлического железа организмом и на выделение железа из организма : Диссертация на степ. д-ра мед. — СПб.: тип.  Я. Трея, 1867. — 39 с.
- Шуфт  А. К учению о действии и параличе глазных мышц  /  Соч. д-ра мед. Адольфа Шуфта; Пер. с нем. д-ра  Н. Воронихина. — СПб.: тип. А. Головачова, 1867. — 32 с.
- Шуфт А. К учению о действии и параличе глазных мышц  / пер. с нем. д-ра Н. Воронихина. — тип. А. Головачова, 1867. — 32 с.
- Гетц, И. М. Необходимая книга для матерей: Попечение и уход за здоровыми и больными детьми во время первого периода жизни : ... С прибавл. проф. Ю. Либиха: О супе для грудных детей и либиховском бульоне. /  соч.  д-ра мед. Иосифа Михаила Гетца; Пер. с нем. д-ра Н. Воронихина. - 3-е изд., вновь обработанное д-ром мед. и хирургии Францем Лигарчик. — СПб.: тип. В. Безобразова, 1867. — 486 с.
- Бертенсон Л. Б., Воронихин Н. А. Минеральные воды, морские купанья и грязи в России и за границей : Их классификация, хим. состав, физиол. действие и краткие показания к употреблению : Сост. по новейшим источникам. — СПб.: К. Риккер, 1874. — 91 с.
- Воронихин Н. А. Медицинский календарь на 1874 год : Год 8-й. — СПб.: К. Риккер, 1874. — 192 с.
- Воронихин Н. А. Медицинский календарь на 1875 год : Год 9-й : С прил. статьи о минеральных водах, морских купаниях и грязях в России и за границею. — СПб.: К. Риккер, 1875. — 200 с.
- Воронихин Н. А. О влиянии телосложения, питания и рахитического процессе на прорезывание молочных зубов. — СПб.: тип. Я. Трея, 1875. — 29 с.
- Гетц, И. М. Уход за здоровыми и больными детьми / соч. д-ра Иозефа Микаэла Гетца, вновь обработанное д-ром Ф. Лихарчиком;  Пер. с 4-го нем. изд. д-ра Н. Воронихина. - 2-е изд.. — СПб., 1880. — 18 с.
- Бертенсон П. Б., Воронихин Н. А. Минеральные воды, грязи и морские купанья в России и заграницею : Классификация, хим. состав, физиол. действие и показания к употреблению : Путеводитель по лечеб. местностям   - 2-е изд., соверш. перераб. и знач. доп.. — СПб.: К. Риккер, 1882. — 343 с.
- Гетц И. М. Руководство для употребления детской аптеки д-ра Н.А. Воронихина, устроенной аптекарем Егором Фридландером в С.-Петербурге. — СПб.: тип. М-ва вн. дел, 1883. — 14 с.
- Воронихин Н. А. Очерк развития издания Медицинского календаря. (1867-1895). — СПб., 1884. — 4 с.
- Гетц И. М. Советы матерям о правильном уходе за здоровыми и больными детьми :  Извлеч. из соч. Гетца "Уход за здоровыми и больными детьми", в переделке д-ра Н. Воронихина; изд. 3. — Э. Гоппе, 1884. — 80 с.
- Воронихин Н. А. О результатах лечения противодифтерийной сывороткой в Елизаветинской больнице / Доклад на Обществе детских врачей Санкт-Петербурга 10.05.1887. — СПб., 1887.[11]
- Воронихин Н. А. Биография профессора А.П. Доброславина  / Рус. о-во охранения нар. здравия. — СПб.: тип. В.С. Балашева, 1891. — 56 с.
- Скромные, добрые труженики русской земли. (Двадцатипятилетие деятельности врачей, окончивших курс в Медико-хирург. акад. в  1865 году.)  /  Сост. Н. Воронихин. 1890; рец. М. Перфильев. — СПб.: тип. П.И. Шмидта, 1891. — 272 с.
- Воронихин Н. А. Очерк развития издания Медицинского календаря. (1867-1895). — СПб.: тип. Я. Трея, 1896. — 9 с.
- Воронихин Н. А. Андрей Никифорович Воронихин, строитель Собора Казанской богоматери в С.-Петербурге. 1760-1814 гг. — СПб.: тип. Я. Трей, 1896. — 9 с.